# 提摩西·杭特 (天文學家)
提摩西·杭特（Timothy B. Hunter）較為人知的名字是提姆·杭特（Tim Hunter），他是美國的放射科醫師和業餘天文學家。

## 教育和專業
杭特於1968年在西北大學取得醫學士的學位。他在亞利桑那大學醫學院任教，教授的專業是影像診斷學和骨科手術
他也於1980年在亞利桑那大學獲得數學的學士學位，和在2006年從斯威本科技大學獲得天文學的碩士學位。

## 天文學
從1986，杭特就已經在研究光汙染日益嚴重的問題。在1987年，他與大衛·克勞福德創立國際暗天協會。在2007年，已經發展成在75個國家，會員總數超過10,000名的組織。他在這個領域的努力，為他贏得天文聯盟2004年的主席獎，和太平洋天文學會2005年的業餘天文學成就獎。小行星6398以他命名為(6398) 提摩西，以示榮耀。他也是行星科學研究所董事會的成員，和西部天文聯盟的前任主席